# Leptosiella obscura
Leptosiella obscura là một loài bọ cánh cứng trong họ Cerambycidae.